# Stanisław Dobrzański (pisarz)

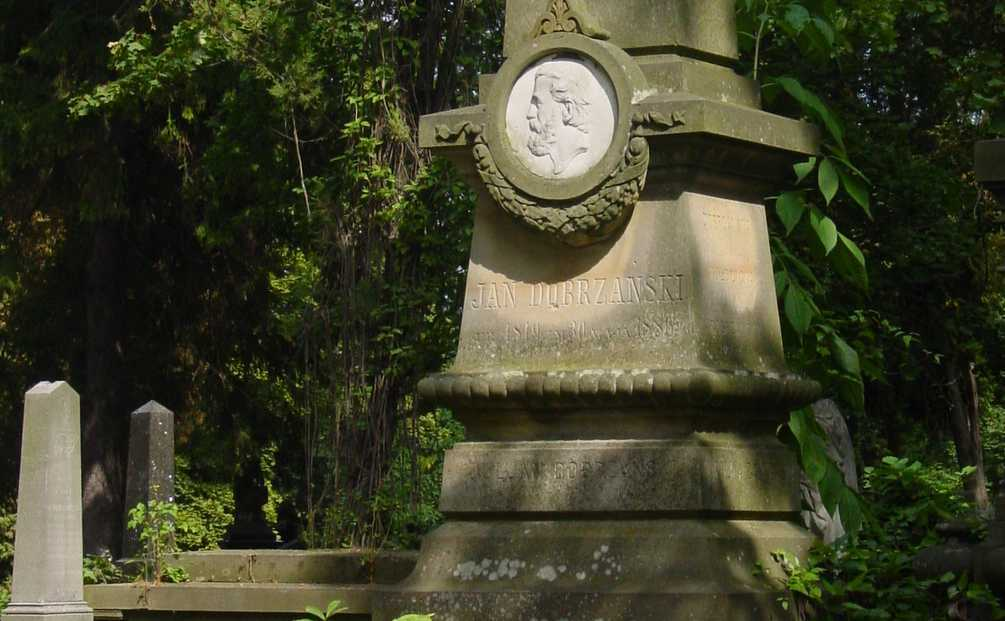
Grób rodzinny Dobrzańskich na Cmentarzu Łyczakowskim w którym pochowany został Stanisław Dobrzański

Stanisław Dobrzański (pseud. Nowacki Stach, ur. 10 marca 1847 we Lwowie, zm. 16 listopada 1880) – polski komediopisarz, aktor, reżyser i dyrektor teatrów. 

## Życiorys
Był synem dyrektora polskiego teatru we Lwowie Jana Dobrzańskiego i Karoliny Smochowskiej. Jego siostrą była Adela (1840-1895), której mężem był Włodzimierz Bańkowski.
Za udział w powstaniu styczniowym został uwięziony w Königstein. Był słuchaczem nadzwyczajnym Uniwersytetu Lwowskiego. Od 1865 redagował czasopismo satyryczne „Sowizdrzał”, zaś od 1867 „Gazetę Narodową”. Był dyrektorem teatrów w Poznaniu i Lwowie oraz reżyserem i aktorem grającym w polskich teatrach: krakowskich, poznańskich i lwowskich. Do 1879 pracował u boku ojca jako reżyser i kierownik artystyczny w teatrze we Lwowie. Zmarł w 1880. Pochowany został na cmentarzu Łyczakowskim we Lwowie.
Jeden z najbardziej popularnych autorów teatralnych XIX wieku. Pisał przede wszystkim farsy, z których najbardziej znana to Żołnierz królowej Madagaskaru (1879), którą Julian Tuwim przepisał i uzupełnił o teksty piosenek (autorem muzyki był Tadeusz Sygietyński). Był również tłumaczem sztuk francuskich.

## Utwory (wybór)[1]
- Tajemnica (1869)
- Podejrzana osoba
- Żołnierz królowej Madagaskaru (1879)
- Złoty cielec
- Wujaszek Alfonsa (1882)
- Onufry